# Masserberg
Masserberg est une commune allemande indépendante de Thuringe située dans l'arrondissement de Hildburghausen. La commune été formée en 1997 par la réunion de cinq anciennes communes. Depuis 1999, la commune est officiellement classée comme station climatique.

## Géographie

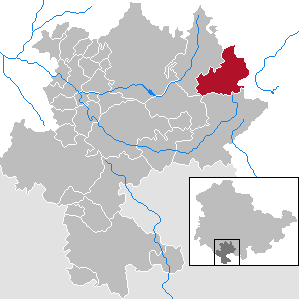
Situation de la commune (en rouge) dans l'arrondissement de Hildburghausen

Masserberg est située dans le nord-est de l'arrondissement, à la limite avec les arrondissements d'Ilm, de Saalfeld-Rudolstadt et de Sonneberg, au sud-est de la forêt de Thuringe et à l'ouest des Monts de Thuringe. Le point culminant se trouve au sommet de l'Eselsberg à 842 m d'altitude. La Biber, affluent de la Schleuse et la Werra prennent leur source sur le territoire communal.
Le siège de la commune est situé dans le village de Masserberg, à 30 km au nord-est de Hildburghausen, le chef-lieu de l'arrondissement et à 18 km à l'est de Schleusingen. 
La commune est formée des cinq villages suivants : Masserberg, Fehrenbach, Heubach, Schnett et Einsiedel.
Communes limitrophes (en commençant par le nord et dans le sens des aiguilles d'une montre) : Altenfeld, Katzhütte, Goldisthal, Sachsenbrunn, Eisfeld, Auengrund et Schleusegrund.

## Histoire

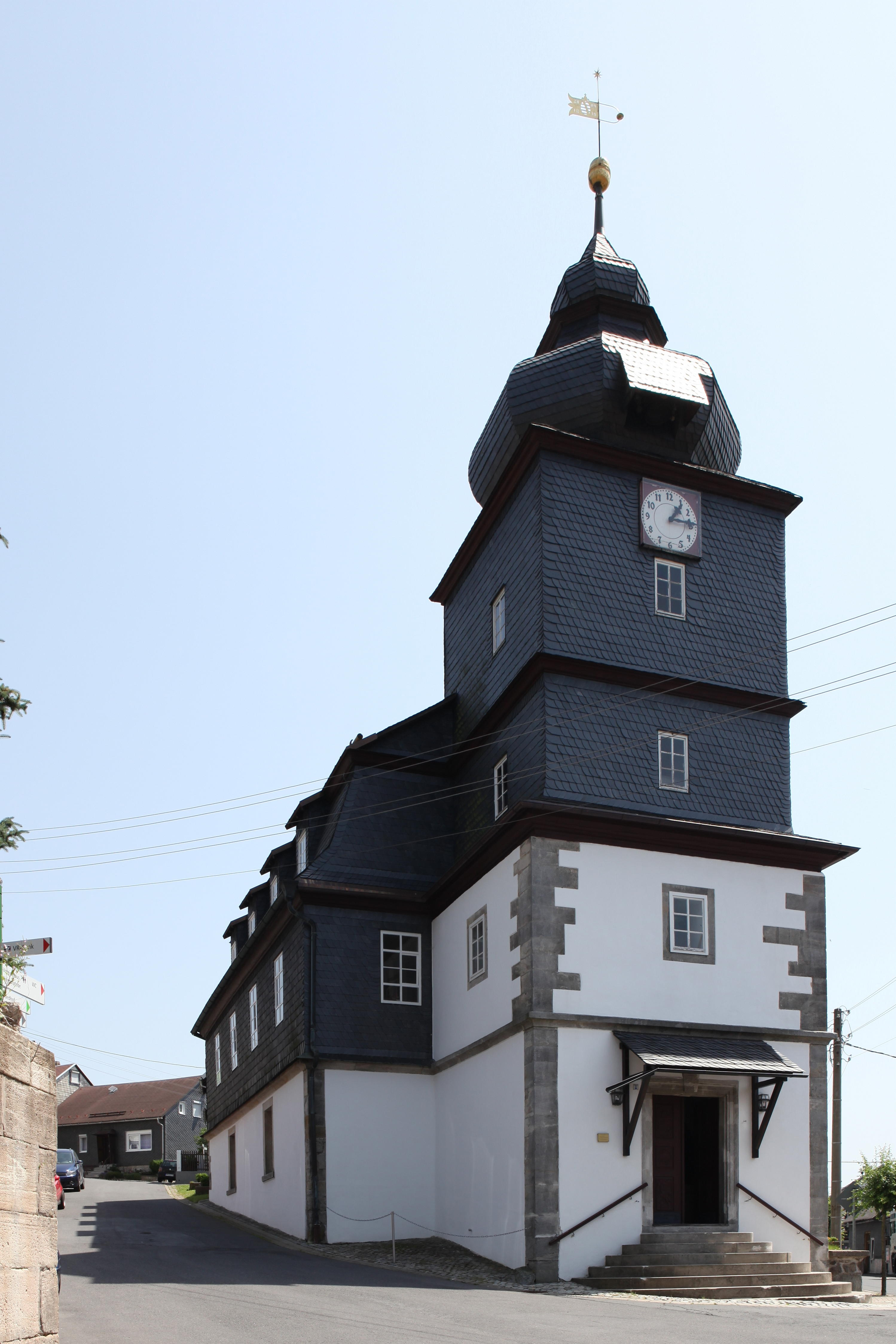
L'église évangélique de Schnett

Heubach est le village dont la fondation est la plus ancienne. Dès 1190, c'est un lieu de passage et, en 1462, une chapelle de pèlerinage y est construite. Einsiedel est connu en 1307 et Schnett apparaît en 1416 sous le nom de Sneid. La première mention de Fehrenbach date de 1564, une des plus anciennes verreries allemandes y est installée et donne naissance à un village.
Masserberg a été fondé à la fin du XVIIe siècle. Les comtes de Schwarzburg, qui y possédaient depuis le Moyen Âge des droits de chasse construisent en 1665 un pavillon de chasse (Jagdhaus) et encouragent l'exploitation forestière. Masserberg appartient à cette époque à la Principauté de Schwarzbourg-Sondershausen (cercle de Gehren) tandis que les villages de Fehrenbach, Heubach, Schnett et Einsiedel font partie du duché de Saxe-Meiningen, le Rennsteig servant de frontière.
À la fin du XIXe siècle, Masserberg devient une étape touristique et une première maison de cure apparaît en 1906 avec l'ouverture du chemin de fer Rottenbach-Katzhütte et de la ligne du Werrabahn.
En 1920, Masserberg est d'abord intégré à l'arrondissement d'Arnstadt avant de rejoindre celui de Hildburghausen. Un tremplin de saut à ski y est ouvert en 1924. Le village, disposant d'une infrastructure touristique, accueille de nombreux réfugiés pendant la Seconde Guerre mondiale.
La région est occupée en 1945 par les troupes américaines qui cèdent la place en juillet aux Russes. Les différentes communes intègrent alors la Zone d'occupation soviétique puis en 1949, la République démocratique allemande (RDA) dans l'arrondissement de Suhl. Masserberg devient un important lieu de tourisme de la RDA qui y développe établissements de cure et équipements de sports.
Après la réunification de 1989, elles rejoignent en 1994 le land de Thuringe recréé et l'arrondissement de Hildburghausen mais, dès 1997, la nouvelle commune de Masserberg est formée par l'union des communes de Masserberg, Fehrenbach, Heubach, Schnett et Einsiedel.

## Démographie
Commune de Masserberg dans ses dimensions actuelles :
| 1910  | 1933  | 1939  | 1997  | 2000  | 2005  | 2011  |
| ----- | ----- | ----- | ----- | ----- | ----- | ----- |
| 3 410 | 4 814 | 4 588 | 3 345 | 3 133 | 2 843 | 2 576 |

## Politique
Le bourgmestre de Masserberg élu en 2009 est M. Friedel Hablitzel du SPD.
Aux élections municipales du 7 juin 2009, les résultats obtenus ont été les suivants :
| Parti        | Nombre de conseillers | Pourcentage de voix |
| ------------ | --------------------- | ------------------- |
| SPD          | 5                     | 36,00 %             |
| CDU          | 4                     | 24,7 %              |
| Freie Wahler | 3                     | 22,5 %              |
| Die Linke    | 2                     | 16,8 %              |

## Communications

### Routes
La commun est reliée aux communes voisines par plusieurs routes régionales :
- la L2052 relie Masserberg, Fehrenbach et Einsiedel avec Neustadt am Rennsteig au nord ;
- la L1138 rejoint Katzhütte à l'est ;
- la L1137 se dirige à l'ouest vers Waldau et Schleusingen ;
- la L2693 joint Heubach et Schnett ;
- la L2053 permet d'aller au sud à Eisfeld.

## Personnalités liées à la ville
- Peter Kowald, (1944-2002), contrebassiste de free jazz né à Masserberg
- Ute Stange (1966-), rameuse née à Heubach.